# Anja Harteros
Anja Harteros (n. 23 iulie 1972 în Bergneustadt, Germania) este o soprană germană.

## Viața și cariera muzicală
Anja Harteros provine dintr-un tată grec și o mamă germană. A luat contact cu muzica clasică și cantoul încă din tinerețe. Talentul ei a fost descoperit de profesorul de muzică din liceul orășelului ei natal Bergneustadt. Este cel care a călăuzit-o spre cultivarea profesională a vocii și talentelor ei.
În 1986, la numai 14 ani, a început să studieze cantoul cu Astrid Huber-Aulmann în orașul Gummersbach. În primele ei spectacole școlare a cântat în rolul contesei din „Nunta lui Figaro”. În 1992 a dat primul concert în Elveția, la școala cantonală din cantonul Schwyz. Începând din 1990 s-a îngrijit de ea dirijorul și repetitorul solo Wolfgang Kastorp de la Opera din Köln.
După bacalaureatul din 1991 a studiat cantoul la Conservatorul din Köln (Hochschule für Musik Köln), la Liselotte Hammes. În 1993 și 1994, când era încă studentă, a dat concerte remarcabile în Rusia și SUA. A primit apoi angajamente permanente în ansamblurile de la Schillertheater din orașul Gelsenkirchen precum și în orașul Wuppertal. Școala superioară a încheiat-o în 1996, după care a devenit membră permanentă a ansamblului Operei din Bonn.
În vara lui 1999 Harteros a fost prima cântăreață germană care a câștigat concursul Cardiff Singer of the World al BBC-ului și al Welsh National Opera, ceea ce i-a adus multe invitații și reușita pe plan internațional. De atunci apare la cele mai renumite opere ale lumii, cum ar fi operele din Frankfurt pe Main, Lyon, Amsterdam, Dresda, Paris, și la operele de stat din Hamburg, Viena, New York (Metropolitan Opera), München și Berlin, precum și la festivalurile din Salzburg. În plus a cântat în concerte și serate muzicale în mult orașe ale lumii, de exemplu în toată Germania, în Boston, Florența, Londra, Edinburgh, Vicenza, Tel Aviv și altele.
La Festivalul de Operă din München 2005 a interpretat rolul principal (Alcina) din opera Alcina de Händel. La același Festival, în 2009, a cântat partida Elsei din opera Lohengrin. Un mare succes a fost rolul lui Mimi din Boema, interpretat în 2010 la Opera din Köln.
Repertoriul lui Harteros cuprinde numeroase roluri din opere celebre, cum ar fi rolul Alcinei (din Alcina),  Mimì (Boema), Violetta (Traviata), Desdemona (Otello), Micaëla (Carmen), Eva (Maeștrii cântăreți din Nürnberg), Elisabeth (Tannhäuser), Elettra (Idomeneo), Fiordiligi (Così fan tutte), Contessa (Nopțile lui Figaro), Arabella (Arabella), Alice Ford (Falstaff), Amelia (Simone Boccanegra), Elsa (Lohengrin).

## Premii
- Kammersängerin der Bayerischen Staatsoper in München.
- Sängerin des Jahres 2009 der Zeitschrift Opernwelt
- Kölner Opernpreis 2010